# Armi tradizionali cinesi
Elenco delle armi tradizionali utilizzate nelle arti marziali cinesi.

## Bastoni
- Bàng 棒 (randello o mazza)
- Duǎngùn 短棍 (bastone corto)
- Cháng gùn 長棍 (bastone molto lungo)
- Gùn 棍 (bastone lungo)

## Spade
- Dāo 刀 (sciabola)
- Dàdāo 大刀 (sciabola a due mani)
- Jiàn 劍 (spada dritta)
- Miáo dāo 苗刀 (sciabola lunga)
- Nán dāo 南刀 (sciabola del sud)
- Shuāng gōu 雙鈎 (spade uncinate)
- Húdié shuāng dāo (spade farfalla)
- Zhǎnmǎ dāo 斬馬刀 (sciabola lunga)

## Armi in asta
- Cha 叉 (tridente)
- Cháng dāo 长刀 (lancia con punta a mezzaluna)
- Gē 戈 (ascia-daga)
- Guān dāo 關刀 (alabarda)
- Jǐ 戟 (lancia con lama a mezzaluna laterale)
- Pū dāo 撲刀 (alabarda con lama del dadao)
- Qīang 槍 (lancia)

## Armi da lancio
- Biāo 鏢 (arma da lancio a forma di dardo)
- Gōng 弓 (arco)
- Sheng biao(dardo da lancio legato a uno spago)

## Armi snodate
- Jiǔ jié biǎn 九節緤 (catena a nove sezioni)
- liu xing chui 流星錘 (martello meteora, Corda con un peso all'estremità)
- Qī jié biǎn 七節緤 (catena a sette sezioni)
- Sān jié gùn 三節棍 (bastone a tre pezzi)
- Sì jié tang 四節 (lancia snodata a quattro sezioni)
- Shao gun 哨棍 "bastone delle sentinelle" (bastone molto lungo con legato all'estremità un bastone più corto)
- Shéng biāo 繩鏢 (corda con una punta all'estremità)
- Shuāng jié gùn 雙節棍 o Èr jié gùn 二節棍 (bastone a due pezzi)
- Zhuǎ 爪 (Corda con uncino all'estremità)

## Armi corte
- Bǐ shǒu 匕首 (pugnale)
- Chuí 槌 (martello)
- Fǔ 斧 (ascia da guerra)
- Kuai 拐 (che vuol dire stampella, gruccia)
- Lù jiǎo dāo 鹿角刀 (lame incrociate)
- Tie chi 铁尺 (regolo di ferro)
- Shàn 扇 (ventaglio in legno o in metallo)
- Bi jia cha(pugnale lungo a forma di tridente)